# Ljudhastighet
Ljudhastighet är ett mått på ljudets fart i en viss materia vid en given temperatur.
Ljud i fysisk betydelse har formen av tryckförändringar som utbreder sig som vågor. Mediet som ljudet färdas genom förtätas och förtunnas och hastigheten påverkas av egenskaperna hos mediet, framför allt tätheten (densiteten) och temperaturen. Ju tätare medium och ju högre temperatur, desto snabbare fortplantar sig ljudet. Ljudhastigheten är därför jämförelsevis låg i gaser, högre i vätskor och högst i fast materia.

## Ljudhastigheten i luft
| Temperaturberoende | Temperaturberoende  | Temperaturberoende   | Temperaturberoende         |
| Temperatur (°C)    | Ljudhastighet (m/s) | Luftdensitet (kg/m³) | Akustisk impedans (N·s/m³) |
| ------------------ | ------------------- | -------------------- | -------------------------- |
| -10                | 325,4               | 1,342                | 436,5                      |
| -5                 | 328,5               | 1,316                | 432,4                      |
| 0                  | 331,5               | 1,293                | 428,3                      |
| 5                  | 334,5               | 1,269                | 424,5                      |
| 10                 | 337,5               | 1,247                | 420,7                      |
| 15                 | 340,3               | 1,225                | 417,0                      |
| 20                 | 343                 | 1,204                | 413,5                      |
| 25                 | 346,3               | 1,184                | 410,0                      |
| 30                 | 349,2               | 1,164                |                            |

## Ljudhastighet i andra ämnen
Ljudets hastighet i ideala gaser följer formeln:
{\displaystyle c_{\mathrm {ideal} }={\sqrt {\gamma \cdot R_{m}\cdot T \over M}},}
där {\displaystyle \gamma } är en specifik konstant för olika typer av molekyler (ungefär 1,4 för luft), {\displaystyle R_{m}}  är gaskonstanten (8314,5 J·kmol−1·K−1), T är gasens temperatur i Kelvin och M är molmassan.
| Ljudhastighet i andra ämnen     |                     |
| Ämne                            | Ljudhastighet (m/s) |
| Helium                          | 970                 |
| Alkohol                         | 1 213               |
| Bly                             | 1 220               |
| Väte                            | 1 270               |
| Sötvatten                       | 1 480               |
| Havsvatten (21 °C, 3,5 % sälta) | 1 520               |
| Människokroppen                 | 1 558               |
| Plexiglas                       | 1 800               |
| Torra, mjuka träslag            | 3 350               |
| Betong                          | 3 400               |
| Furu                            | 3 800               |
| Glas (typ 1)                    | 4 500               |
| Mjukt järn                      | 5 050               |
| Järn (stål)                     | 5 150               |
| Aluminium                       | 5 150               |
| Glas (typ 2)                    | 5 200               |
| Gipsskiva                       | 6 800               |

"Glas" kan innebära silikatglas eller blyglas ("kristallglas"). Vilka slag av dessa som i tabellen ovan anges med slag 1 och slag 2 är ovisst. Vidare finns av "hårt järn" (stål) en mängd olika legeringar, som kan väntas ha varierande egenskaper avseende fortplantningshastigheten för ljud. Vad som gäller  för järn i tabellen ovan är också ovisst.